# 56 Sagittarii
56 Sagittarii, som är stjärnans Flamsteed-beteckning, är en ensam stjärna, belägen i den norra delen av stjärnbilden Skytten och har även Bayer-beteckningen f Sagittarii. Den har en  skenbar magnitud på 4,87 och är svagt synlig för blotta ögat där ljusföroreningar ej förekommer. Baserat på parallaxmätning inom Hipparcosuppdraget på ca 15,7 mas, beräknas den befinna sig på ett avstånd på ca 208 ljusår (ca 64 parsek) från solen. Den rör sig bort från solen med en heliocentrisk radialhastighet på ca 22 km/s.

## Egenskaper
56 Sagittarii är en orange till gul jättestjärna av spektralklass K0+ III, som ingår i röda klumpen och befinner sig på den horisontella jättegrenen. Den har förbrukat förrådet av väte i dess kärna och genererar energi genom termonukleär fusion av helium i kärnan. Den har en massa som är ca 1,8 solmassor, en radie som är ca 11 solradier och utsänder från dess fotosfär ca 59 gånger mera energi än solen vid en effektiv temperatur av ca 4 750 K.